# Isbrytaren (Norrköping)
Ej att förväxla med Isbrytaren (Stockholm), Isbrytaren (Göteborg) och Isbrytaren I (Norrköping).
Isbrytaren levererades 1903 från Kockums Mekaniska Verkstad i Malmö till Norrköpings hamn. Hon köptes 1920 av Holmens Bruk & Fabriks AB i Norrköping. Hon skrotades 1957.